# Gavilea patagonica
Gavilea patagonica är en orkidéart som beskrevs av Maevia Noemi Correa. Gavilea patagonica ingår i släktet Gavilea och familjen orkidéer. Inga underarter finns listade i Catalogue of Life.